# 弋江区
弋江区是中国安徽省芜湖市所辖的一个市辖区。2020年，由原弋江区和三山区合并而成。总人口約43万人， 區人民政府駐中南街道利民西路418號。区域总面积为505.18平方公里。

## 行政区划
弋江区下辖10个街道办事处、1个镇：
中山南路街道、马塘街道、瀂港街道、火龙街道、白马街道、南瑞街道、三山街道、保定街道、龙湖街道、高安街道和峨桥镇。

## 人口
根据(安徽省)芜湖市第七次全国人口普查公报显示：常住人口为422620人。

## 交通
- 宁安客运专线、商杭客运专线：芜湖南站